# Johan Linnemann (ofițer)
Mads Johan Buch Linnemann (n. 4 iunie 1830, Ødsted Parish⁠(d), regiunea Syddanmark, Danemarca – d. 24 iunie 1889, Jægersborg⁠(d), amtul Copenhaga⁠(d), Danemarca) a fost un ofițer și inventator danez.

## Biografie
Era fiu lui Johan Henrik Linnemann (1790-1857) și Madsine Johanne f. Buch (1794-1876). A fugit în mai 1848 ca voluntar în Armata Daneză și a absolvit pe 26 Octombrie 1849. El a fost primul locotenent al anului 1861 ce a participat în calitate de adjutant în cadrul Regimentului 4 Danez în războiul din 1864, deși în timpul bătăliei de la Als a fost maior într-o companie militară. 

## Inventator
Linnemann a inventat o cazma cu care putea să sape în nisip astfel încât aceasta putea servi tot odată și ca ferăstrău și tigaie pentru gătit. Numit în 1867 căpitan la Batalionul 7 Danez, a primit în anul 1869 un brevet asupra invenției sale și lopata a fost introdusă ca echipament obligatoriu pentru infanterie în septembrie 1870. În 1871 a dorit să-și mărească piața de desfacere, astfel încât s-a dus la Viena unde a înființat o fabrică de lopeți de infanterie și pe urmă a luat un brevet de invenție pentru mai multe state. Germania și Franța nu recunoașteau brevetul, deși achiziționau instrumentul de la el. În timpul Războiului Balcanic din 1877-1978, când cazmaua a fost utilizată și de către români, inventatorul a fost decorat, în timp ce rușii l-au plătit cu 30.000 de ruble și, în același timp, au dispus să producă 60.000 de exemplare.
În 1876 a intrat din nou în producție de lopeți de infanterie. În anul 1882 s-a mutat la Copenhaga și a murit la 24 iunie 1889. El a rămas necăsătorit. În 1864, a devenit un Cavaler de Dannebrog și în 1879 a fost decorat cu Fortjenstmedaljen.
Este înmormântat la Trellenäs, Suedia.